# Aeroportul Hualien
Aeroportul Hualien (IATA: HUN, ICAO: RCYU) este un aeroport din 新城鄉⁠(d), 花蓮縣⁠(d), 臺灣省⁠(d), Taiwan ce deservește zona Hualien⁠(d). Aeroportul a fost tranzitat în decembrie 2020 de 6.981 de pasageri. A fost deschis în 16 mai 1962 și numit după zona deservită.
Situat la o altitudine de 16 m, aeroportul dispune de 1 pistă. Este operat de Civil Aeronautics Administration⁠(d).

## Infrastructură

### Piste
Aeroportul dispune de o singură pistă. Pista 03/21 are suprafața de beton și dimensiunile 2.751 m × 45 m. 